# Tradizione Apostolica
La Tradizione Apostolica è un breve scritto cristiano antico in cui si fa riferimento a un compendio di princìpi, regolamenti e istruzioni in materia di ordinamento ecclesiastico, prassi liturgica e vita comunitaria, che rappresentano la struttura e la forma con cui la Chiesa antica ha tradotto normativamente la "consegna" (traditio) degli apostoli, per il bene e l'edificazione di tutti i credenti. Viene considerato d'incomparabile importanza dagli storici, in quanto è una preziosa fonte di informazioni riguardo alla vita comunitaria e alla liturgia cristiane del III secolo.

Tradizionalmente datato verso il 215 ed attribuito a Ippolito di Roma (170?-235?), è ormai considerato dagli studiosi 
(Paul F. Bradshaw; Maxwell E.Johnson; L. Edward Phillips, The Apostolic Tradition: A Commentary, pag. 14 trad.: Andrea Nicolotti)
Infatti, il testo originale greco è noto solo per scarsi frammenti sicché il textus receptus è il risultato di una collazione di testimoni parziali tra cui una versione latina, databile tra il 375 e il 400, costituita da un palinsesto del Codex veronensis LV (53) della Biblioteca capitolare di Verona, che raccoglie una copia dell'VIII secolo del libro terzo delle Sententiae di Isidoro di Siviglia. Tuttavia, nel 1999, è stata rinvenuta una nuova versione etiopica tratta da un manoscritto del XIV secolo, traduzione dal greco di una raccolta canonico-liturgica egiziana facente capo al Patriarcato di Alessandria, detta collezione aksumita e risalente alla fine del V secolo. Questo nuovo codice tramanda una versione molto vicina a quella latina ed accredita l'ipotesi di un archetipo greco. Senza sovvertire la tesi dell'aggregazione, il nuovo testimone etiopico tende ad avvalorare l'esistenza di un autentico codice canonico-liturgico.

## Contenuto
La Tradizione Apostolica può essere suddivisa in un prologo (capitolo 1) e in tre sezioni principali:
Prima sezione: rituali e organizzazione ecclesiastica
- Capitoli 2-3: elezione e ordinazione liturgica del vescovo.
- Capitolo 4: celebrazione dell'Eucaristia durante la consacrazione del vescovo (la cosiddetta Anafora della Tradizione apostolica).
- Capitoli 5-6: offerta liturgica di olio, formaggi e olive.
- Capitolo 7: ordinazione dei presbiteri.
- Capitolo 8: ordinazione dei diaconi.
- Capitolo 9: i confessori della fede.
- Capitolo 10: le vedove.
- Capitoli 11-14: i lettori; le vergini; i subdiaconi; il carisma.

Seconda sezione: i catecumeni
- Capitolo 15: status matrimoniale e civile dei catecumeni.
- Capitolo 16: lavoro e condotta morale; alcuni lavori non sono compatibili con la vita cristiana, e sono quelli di pittore, scultore, attore teatrale, pedagogista, gladiatore e carrista.
- Capitolo 17: durata dell'istruzione preliminare (circa tre anni).
- Capitolo 18-19: rituale celebrato alla fine dell'istruzione premilinare.
- Capitolo 20: esame finale e preparazione al battesimo.
- Capitolo 21: descrizione dettagliata della liturgia battesimale.

Terza sezione: vita comunitaria
- Capitolo 22: distribuzione della Comunione.
- Capitolo 23: digiuno.
- Capitolo 24: distribuzione della Comunione ai malati.
- Capitoli 25-26: descrizione di una cena liturgica.
- Capitoli 27-30: altre prescrizioni sulla cena liturgica.
- Capitoli 31-32: offerta al vescovo dei primi frutti del raccolto.
- Capitolo 33: Pasqua.
- Capitolo 34: i diaconi devono stare vicini al vescovo.
- Capitolo 35: preghiera del mattino, prima di andare al lavoro.
- Capitoli 36-38: modo corretto di mangiare e conservare il pane eucaristico.
- Capitolo 39: riunione quotidiana di presbiteri e diaconi.
- Capitolo 40: cimitero.
- Capitolo 41: preghiere quotidiane.
- Capitolo 42: il Segno della Croce.
- Capitolo 43: conclusione.

## Fortuna e diffusione
Il testo della Tradizione Apostolica faceva parte di due collezioni antiche, il Sinodos Alessandrino e il Palinsesto di Verona. Incluso nel Sinodos, venne ritenuto un testo autorevole in Asia Minore, Egitto, Siria ed Etiopia, dove venne ricopiato e redatto.
La Tradizione Apostolica fece anche da base per la stesura delle Costituzioni apostoliche, un trattato cristiano molto diffuso nell'antichità; anche gli antichi Canoni di Ippolito, il Testamentum Domini e l'epitome dell'ottavo libro delle Costituzioni apostoliche derivano dalla Tradizione Apostolica.
Il testo, che viene ritenuto un'opera autentica per la comprensione e descrizione della liturgia del rito romano risalente al III secolo, ha avuto una grande influenza e riconsiderazione nel XX secolo, costituendo uno dei pilastri del movimento liturgico. L'anafora contenuta nel capitolo 4 venne estensivamente utilizzata per scrivere il Libro delle preghiere comuni della Chiesa Anglicana e anche le liturgie e gl'inni della United Methodist Church. Questa particolare anafora ispirò anche la Preghiera eucaristica II della Messa di Paolo VI.
L'odierna preghiera cattolica utilizzata durante l'ordinazione dei vescovi, riformulata dopo il Concilio Vaticano II, è stata riscritta sul modello dell'anafora contenuta nel capitolo 4 della Tradizione Apostolica.